# Leśna (dopływ Bugu)
Leśna (biał. Лясная) – rzeka IV rzędu w rejonach kamienieckim i brzeskim na Białorusi, powstająca po połączeniu rzek Leśna Prawa i Leśna Lewa, prawy dopływ Bugu. 
Długość 85 km, tworzy zlewisko o powierzchni 2650 km², średni przepływ wody 13 m³/s, średni spadek lustra wody 0,2‰. Przepływa przez Kamieniec. 

## Najważniejsze dopływy
Prawostronne: 
Krywula, Taczyja, bezimienna rzeka obok wioski Trościanica, Lutaja 
Lewostronne: 
Hradauka.

## Literatura
- Ресурсы поверхностных вод СССР. Описание рек и озёр и расчёты основных характеристик их режима. Т. 5. Белоруссия и Верхнее Поднепровье. Ч. 1–2. –Л., 1971.
- Природа Белоруссии: Попул. энцикл./ БелСЭ; Редкол.: И.П. Шамякин (гл.ред.) и др. –Мн.: БелСЭ, 1986. –599 с., 40 л. ил.
- Блакітная кніга Беларусі: Энцыкл. / БелЭн; Рэдкал.: Н.А. Дзiсько i iнш. –Мн.: БелЭн, 1994.